# Orlando Pereira
Orlando, właśc. Orlando Pereira lub Orlando Lelé (ur. 22 stycznia 1949 w Santosie, zm. 4 września 1999 w São Vicente) – brazylijski piłkarz, występujący podczas kariery na pozycji obrońcy.

## Kariera klubowa
Orlando swoją piłkarską karierę rozpoczął w klubie Santosie FC w 1970. W barwach Santosu Orlando zadebiutował 18 sierpnia 1971 w zremisowanym 0-0 meczu z EC Bahia zadebiutował w lidze brazylijskiej. W 1973 był zawodnikiem Coritiby. Z Coxą zdobył mistrzostwo stanu Parana – Campeonato Paranaense w latach 1973. W latach 1974–1977 był zawodnikiem Amériki Rio de Janeiro. Z Amériką zdobył Taça Guanabara w 1974.
W latach 1977–1981 występował CR Vasco da Gama. Z Vasco da Gama zdobył mistrzostwo stanu Rio de Janeiro – Campeonato Carioca w 1977. W barwach Vasco 18 kwietnia 1981 w zremisowanym 0-0 meczu z Ponte Preta Campinas Orlando po raz ostatni wystąpił w lidze. Ogółem w latach 1971–1981 rozegrał w lidze 216 spotkań, w których strzelił 23 bramki. Karierę zakończył we Włoszech w klubie Udinese Calcio w 1982.

## Kariera reprezentacyjna
Orlando w reprezentacji Brazylii zadebiutował 28 kwietnia 1976 w wygranym 2-0 meczu z reprezentacji Urugwaju w Copa Rio Branco 1976. Ostatni raz w reprezentacji Orlando wystąpił 12 października 1977 w wygranym 3-0 towarzyskim meczu z A.C. Milan.
| Mecze i gole w reprezentacji | Mecze i gole w reprezentacji | Mecze i gole w reprezentacji | Mecze i gole w reprezentacji | Mecze i gole w reprezentacji | Mecze i gole w reprezentacji | Mecze i gole w reprezentacji |
| #                            | Data                         | Miasto                       | Przeciwnik                   | Gol                          | Wynik                        | Rozgrywki                    |
| ---------------------------- | ---------------------------- | ---------------------------- | ---------------------------- | ---------------------------- | ---------------------------- | ---------------------------- |
| 1.                           | 28.04.1976                   | Rio de Janeiro               | Urugwaj                      |                              | 2:0                          | Copa Rio Branco 1976         |
| 2.                           | 19.05.1976                   | Rio de Janeiro               | Argentyna                    |                              | 2:0                          | Copa Julio Roca 1976         |
| 3.                           | 23.05.1976                   | Los Angeles                  | Anglia                       |                              | 1:0                          | USA Bicentenary Cup          |
| N1.                          | 28.05.1976                   | Seattle                      | NASL                         |                              | 2:0                          | USA Bicentenary Cup          |
| 4.                           | 31.05.1976                   | New Haven                    | Włochy                       |                              | 4:1                          | USA Bicentenary Cup          |
| N2.                          | 02.06.1976                   | San Francisco                | UNAM Meksyk                  |                              | 4:3                          | towarzyski                   |
| N3.                          | 19.12.1976                   | Porto Alegre                 | Internacional Porto Alegre   |                              | 4:1                          | towarzyski                   |
| N4.                          | 05.06.1977                   | Rio de Janeiro               | Rio de Janeiro               |                              | 4:2                          | towarzyski                   |
| 5.                           | 19.06.1977                   | São Paulo                    | Polska                       |                              | 3:1                          | towarzyski                   |
| 6.                           | 30.06.1977                   | Rio de Janeiro               | Francja                      |                              | 2:2                          | towarzyski                   |
| N5.                          | 12.10.1977                   | Rio de Janeiro               | A.C. Milan                   |                              | 3:0                          | towarzyski                   |

## Kariera trenerska
Po zakończeniu piłkarskiej kariery Orlando został trenerem. W latach 1992–1993 prowadził prowincjonalny klub Goiatuba EC, który doprowadził do największego sukcesu w jego historii – mistrzostwa stanu Goiás – Campeonato Goiano. W 1996 prowadził swój były klub – Santos.